# 蘭州軍区
蘭州軍区（らんしゅうぐんく、Lanzhou Junqu）は中国人民解放軍の七大軍区のひとつ。中国の西の守りを固める。かつてのウルムチ軍区を編入し、新疆に大部隊を配置している。快速反応部隊である第21集団軍を始め、第47集団軍、新疆軍区、2個武装警察師団を傘下に収める。2016年2月1日に成都軍区と統合し西部戦区へ移行した。

## 管轄区域
甘粛省軍区、青海省軍区、陝西省軍区、寧夏回族自治区（南疆軍区）、新疆ウイグル自治区、チベット自治区阿里地区（新疆軍区。副大軍区級）。ウイグル族や回族などイスラム系少数民族が多い地区を担当する。

## 軍区指導者
- 所在地：甘粛省都・蘭州市
- 軍区司令員
  - 劉粤軍上将（1954.09－，山東省栄成人）
- 軍区政治委員
  - 劉雷中将（1957.01－，山東省東阿人）
- 軍区副司令員
  - 彭勃中将（1955.10－，河南省洛寧人）
  - 許林平少将（1957.03－, 湖南省石門人）
  - 張建勝少将（1957.06－, 出身地不明）
  - 張義瑚少将＜空軍＞（1962－，江蘇省連雲港人）
- 軍区副政治委員
  - 石曉少将（1957.11－，雲南省大理人）
  - 康春元少将（1958.04－，雲南省大理人）
  - 劉健中将＜空軍＞（1957.07-, 四川省郷城人）
- 軍区参謀長
  - 何清成中将（1958－，四川省蓬渓人）
- 軍区政治部主任
  - 徐遠林少将（1959.01－, 江蘇省如皋人）
- 軍区連勤部部長
  - 沙軍少将（1958.12－，山東省牟平人）
- 軍区装備部部長
  - 李建印少将（1957.04－，陝西省澄城人）

### 歴代司令員
1. 張達志
2. 皮定均
3. 韓先楚
4. 杜義徳
5. 鄭維山
6. 趙先順
7. 傅全有
8. 王克
9. 劉精松
10. 郭伯雄
11. 李乾元
12. 王国生
13. 劉粤軍

### 歴代政治委員
- 冼恒漢
- 劉瀾濤（第一政委）
- 李瑞山
- 肖華（先任第二政委，後任第一政委）
- 宋平（第二政委）
- 肖華
- 譚友林
- 李宣化
- 曹芃生
- 温宗仁
- 劉冬冬
- 劉永治
- 喩林祥
- 李長才
- 劉雷

## 配属部隊

### 陸上部隊
- 第21集団軍：（司令部、陝西省宝鶏市）甲類集団軍、1個師団4個旅団編成
  - 第61自動車化歩兵師団＜快速反応部隊＞（天水市）
  - 第62機械化歩兵旅団（所在地不明）
  - 第12装甲旅団（張掖市）
  - 第19砲兵旅団（中寧市）
  - 高射砲旅団
  - 工兵連隊

- 第47集団軍：（司令部、陝西省臨潼市）乙類集団軍、5個旅団編成
  - 第139機械化歩兵師団（渭南市）
  - 第55自動車化歩兵旅団＜山岳旅団＞（銅川市耀州区）
  - 第56自動車化歩兵旅団＜山岳旅団＞（武威市）
  - 第9装甲旅団
  - 第6砲兵旅団
  - 高射砲旅団（西安市臨潼区）
  - 工兵連隊

- 新疆軍区（司令部、新疆ウイグル自治区ウルムチ市）4個師団3旅団編成   
  - 第6機械化歩兵師団＜山岳師団＞（カシュガル）
  - 第4自動車化歩兵師団＜山岳師団＞（クチャ）
  - 第8自動車化歩兵師団＜山岳師団＞（ウス） - 元第1騎兵師団
  - 第11自動車化歩兵師団＜山岳師団＞（ウルムチ市）
  - 第2砲兵旅団（ウルムチ県） （もと第13砲兵師団）
  - 高射砲旅団
  - 独立第1機械化歩兵連隊（ウルムチ市）
  - 独立第2機械化歩兵連隊
  - 第9工兵連隊（ウルムチ市）
  - 第3陸軍航空連隊

- 蘭州軍区司令部直轄部隊
  - 第184特殊作戦旅団
  - 第?独立電子対抗連隊（所在地不明）

### 空軍部隊
- 第3軍区空軍/蘭州軍区空軍:（本部 甘粛省蘭州市）蘭州基地
  - ホータン指揮所
  - 独立輸送機（連絡機）連隊:（甘粛省蘭州市）蘭州基地 Y-5, Y-7
  - 第6戦闘機師団
    - 第16航空連隊:（寧夏回族自治区銀川市）銀川基地 Su-27/UBK, J-11
    - 第17航空連隊:（甘粛省酒泉市）酒泉基地 J-7B
    - 第18航空連隊:（甘粛省定西市）臨洮基地 J-7H

  - 第36爆撃機師団
    - 第106航空測量連隊:（陝西省城固県）漢中城固基地 Y-8H1, An-30, Y-12IV
    - 第107航空連隊:（陝西省臨潼区）臨潼基地 H-6H
    - 第108航空連隊:（陝西省武功県）武功基地 H-H/M

  - ウルムチ基地
    - 第109航空旅団:（新疆ウイグル自治区昌吉市）昌吉基地　J-8F/G/H
    - 第110航空旅団:（新疆ウイグル自治区ウルムチ市）ウルムチ基地　J-7B, JJ-7A
    - 第111航空旅団:（新疆ウイグル自治区コルラ市）コルラ新疆基地　J-11B/BS
    - 第?航空旅団:（新疆ウイグル自治区ホショード県）マーラン基地　JH-7A

  - 空軍試験訓練センター
    - 特別ミサイル試験部隊：（甘粛省酒泉市金塔県）電気第14航空基地, 運用機種は各種

  - 中国飛行試験施設（CFTE）
    - 飛行試験連隊：（陝西省西安市閻良区）西安閻良基地, 運用機種は各種

  - 西安飛行学院
    - 第1訓練旅団:（陝西省鄠邑区）鄠邑基地　Z-9
    - 第2訓練旅団:（甘粛省張掖市）張掖基地　JL-8
    - 第3訓練旅団:（陝西省武功県）武功基地　JL-8
    - 第4訓練旅団:（新疆ウイグル自治区クムル市）ハミ基地　JL-8
    - 第5訓練旅団:（四川省彭山県）成都彭山基地　Y-7, An-24, HYJ-6

### 武装警察部隊
- 武装警察第63師団（平涼市）   （もと第21軍第63師団）
- 武装警察第7師団（イリ市）   （もと新疆軍区第7師団）